# Volkswagen Corrado
La Volkswagen Corrado è un'autovettura coupé prodotta della casa automobilistica tedesca Volkswagen nello stabilimento della Karmann a Osnabrück (Germania) dal 1988 al 1995.

## Contesto
La VW Corrado (il cui nome deriva dallo spagnolo correr, ‘correre’) è una hatchback a tre porte con sedute 2+2. Fu commercializzata anche in America a partire dal 1990.
La realizzazione della vettura (costruita da Karmann Coachworks, dietro la progettazione di Herbert Schäfer) nasce da un progetto a sé stante, e non venivano prodotte più di 90 macchine al giorno. I primi prototipi, denominati "EA 494 Typhoon", furono testati in Canada.
Trattandosi di una sport compact, segmento all'epoca molto in voga in Europa, era studiata per avere buona tenuta di strada e manovrabilità, ciò anche grazie al basso baricentro per favorire l'effetto suolo: a conferma di questo, si trova sulla macchina uno spoiler auto-rialzante che si attiva automaticamente superati i 72 km/h, creando un effetto aerodinamico detto downforce, che aumenta la spinta aerodinamica nella parte posteriore della vettura, causando così una maggiore pressione sulle ruote.
Le ultime Corrado furono immatricolate in Svizzera nell'ottobre 1996; durante i sette anni di commercializzazione ne vennero prodotti 97 521 esemplari.

## Modelli
Tutte le Corrado erano a trazione anteriore, e montavano solo motori alimentati a benzina. Inizialmente le motorizzazioni disponibili erano due: il modello base era un 1.8 litri, 16 valvole, 4 cilindri in linea, aspirato con una potenza totale di 136 CV (100 kW), mentre il modello superiore era un 1.8 litri, 8 valvole, 4 cilindri in linea, sovralimentato con compressore volumetrico G60 che permetteva di erogare 160 CV.
Nell'agosto 1988, Volkswagen volle testare in pista (circuito di Ehra-Lessien) una Corrado G60, appositamente preparata dal suo reparto corse, per tentare di stabilire una serie di record di durata nella categoria fino a 2 litri di cubatura.
La Corrado G60 fu portata da 160 a 220 CV, tramite alcune modifiche che riguardarono soprattutto il compressore volumetrico, i pistoni, e la testata, e alla presenza degli ispettori FIA stabilì sei record di categoria e raggiunse una velocità massima di 270 km/h.
Nel 1992 la Volkswagen introdusse due nuovi motori. Il 2.0 litri aspirato, 4 cilindri 16 valvole, con catalizzatore da 136 CV (100 kW), che prese il posto del 1.8 litri, e il 2.9 litri VR6 (2 861 cm³) aspirato anch'esso catalizzato con 12 valvole e architettura 6 cilindri a V stretto di 15°. Questo propulsore è posto in posizione anteriore trasversale e sviluppa 192 CV (140 kW) e 245 Nm di coppia massima, permettendo alla Corrado VR6 di coprire lo 0–100 km/h in 6,9″ e di raggiungere una velocità massima dichiarata 235 km/h. Nel triennio 1992-1994, in Nord America quest'ultima versione (denominata SLC: Sport Luxury Coupe) fu venduta con lo stesso motore VR6, ma con step minore di cilindrata da 2.8 litri, per soddisfare le norme anti-inquinamento. La VW Karmann Corrado SLC, fu prodotta in circa 5 000 unità.

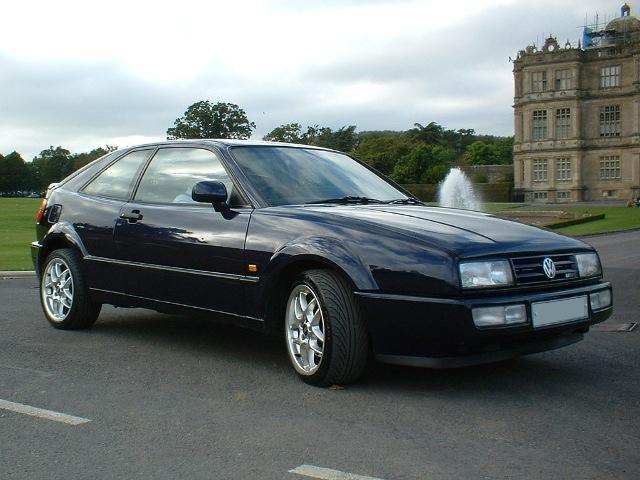
La VR6 Storm

Nel 1992 in Inghilterra fu venduto un modello di Corrado VR6 denominato "Campaign Edition"; gli interni erano in pelle rossa con un disegno diverso dagli altri modelli. Ne furono realizzati solamente 6 esemplari.
Tra il 1991 e 1992 venne commercializzato in Germania un modello denominato "jet", composto da interni su misura e motore G60.
Anche in Italia fu commercializzato un modello in edizione limitata denominato "Estoril". 
Le versioni America si distinguevano per molti particolari, come il sistema delle cinture di sicurezza automatiche/elettroniche, gli interni bicolore pelle/tessuto, la doppia scala tachimetrica (km/h e miglia orarie), il terzo stop posizionato al centro dello spoiler e le frecce direzionali anteriori incassate nel paraurti.
Nel 1995 venne prodotto un altro modello in edizione limitata, il VR6 Storm, che comprendeva la griglia anteriore colorata, cerchi in lega leggera da 15" della BBS più diversi accessori di serie. Di questa versione vennero prodotti solo 500 esemplari.
In tutti gli anni della sua produzione ebbe a disposizione 2 tipologie di cambi, un cambio manuale a 5 rapporti, l'altro automatico a 4 rapporti (con modalità Sport).

## La Corrado VR6

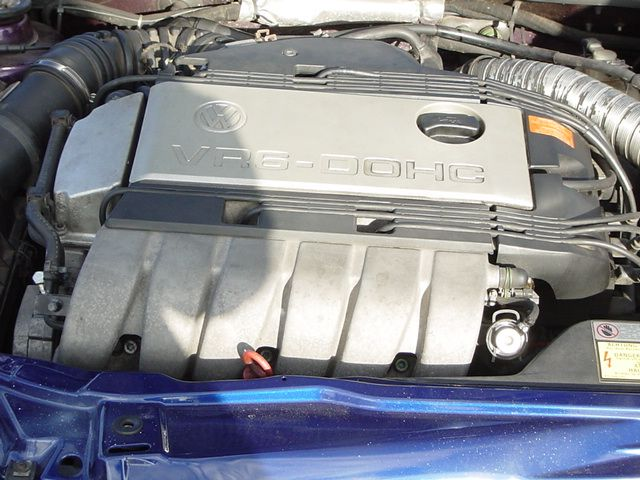
Il propulsore VR6

La 2.9 VR6 differisce dalle altre versioni di Corrado, anche per il telaio. Circa il 60% della vettura veniva assemblato a mano. Karmann Coachworks, durante i 4 anni di produzione, realizzò in totale 7 755 Volkswagen Corrado 2.9 VR6; è stata per quasi un decennio l'autovettura più veloce della Volkswagen.
Dal lato tecnico, la 2.9 VR6 (1 210 kg di peso, 131 cm di altezza e un CX di 0,32), si può definire come la capostipite delle vetture prestazionali del gruppo VAG; infatti, l'architettura della VR6 viene usata ancora oggi nelle autovetture sportive del gruppo VAG.
Il particolare propulsore di questo modello, caratterizzato da un angolo della "V" di soli 15° per favorirne la compattezza, nel 1992 vinse il premio "Popular Science's Best of What's New Award".
Altra particolarità della Corrado 2.9 VR6 è l'impianto di aspirazione a geometria variabile VSR (Variables SaugrohR). Prodotto dalla Pierburg per conto di Volkswagen Motorsport, fu realizzato in soli 500 pezzi; successivamente questa tecnologia fu venduta da Volkswagen alla AVL Schrick, che lo riprogettò ed aggiornò rinominandolo VGI (Variable Geometry Intake).
Particolarmente curata è anche l'elettronica; si trovano di serie l'ABS, combinato con un servofreno apposito. Questo innovativo sistema controlla anche la temperatura del freno stesso, per evitare il surriscaldamento dell'impianto. È presente anche un blocco elettronico del differenziale (EDS) che agisce fino ad una velocità di 40 km/h. La vettura è dotata inoltre di un computer di bordo (versione OBD 1), con il quale si potevano avere informazioni riguardanti il consumo di carburante, la temperatura esterna, la pressione nei collettori di aspirazione, la mappatura della centralina motore (EPROM), il rapporto giri/distanza (indica la marcia media usata nella guida) e i giri motore.
L'equipaggiamento comprende inoltre specchietti retrovisori elettrici e riscaldabili e cruise control (di serie sul modello America, optional sulla versione europea).
La versione 2.9 VR6 ha anche alcuni particolari estetici che differiscono dagli altri modelli, tra cui i passaruota più larghi di un centimetro, il cofano motore vistosamente bombato, la calandra differente e barre antintrusione nelle portiere.
L'assetto è composto da sospensioni anteriori McPherson con barra antirollio da 22 mm. L'assale posteriore invece è di tipo a ruote interconnesse: una traversa rigida attaccata agli ammortizzatori rende cioè solidali le ruote posteriori, riducendo il rollio in curva.
La Corrado 2.9 VR6 è stata messa alla prova al Nürburgring facendo staccare un tempo di 9′24″.

## Motorizzazioni
| Modello      | Disponibilità       | Motore  | Cilindrata (cm³) | Potenza         | Coppia Massima (Nm) | Emissioni CO2 (g/km) | 0–100 km/h (secondi) | Velocità max (km/h) | Consumo medio (km/l) |
| 1.8 16V      | dal 1989 al 1992    | Benzina | 1781             | 98 kW (133 CV)  | 158                 | n.d                  | 9,1                  | 213                 | 12,3                 |
| 1.8 cat. G60 | dal debutto al 1993 | Benzina | 1781             | 118 kW (160 CV) | 225                 | n.d                  | 8,5                  | 225                 | 11,2                 |
| 2.0 cat.     | dal 1993 al 1994    | Benzina | 1984             | 85 kW (116 CV)  | 170                 | n.d                  | 10,6                 | 200                 | 12,7                 |
| 2.0 16V cat. | dal 1991 al 1995    | Benzina | 1984             | 100 kW (136 CV) | 180                 | n.d                  | 9,9                  | 208                 | 10,9                 |
| 2.9 VR6 cat. | dal 1991 al 1995    | Benzina | 2861             | 140 kW (190 CV) | 245                 | n.d                  | 6,9                  | 235                 | 10,5                 |